# Stosunki iracko-syryjskie

Irak i Syria

Stosunki iracko-syryjskie – stosunki polityczne pomiędzy Irakiem a Syrią.

## Wprowadzenie
Stosunki polityczne pomiędzy obydwoma państwami były trudne przez większość czasu od powstania niepodległej Syrii w 1946. W pierwszych latach politycy syryjscy uznawali Irak za zagrożenie z uwagi na koncepcję Żyznego Półksiężyca lansowaną przez rządzącą w Iraku dynastię Haszymitów. Zakładała ona utworzenie jednego, monarchicznego państwa na obszarze Iraku, Syrii, Palestyny, Libanu i Jordanii. Koncepcja ta upadła, kiedy w Syrii w 1949 doszło do pierwszego wojskowego zamachu stanu, rozpoczynającego kilkuletni okres rządów armii i politycznej niestabilności. Irak nie przestawał ingerować w sprawy wewnętrzne Syrii. Przyczynił się m.in. do upadku dyktatury wojskowego Adiba asz-Sziszaklego w 1953. Do 1958, gdy w Iraku obalona została monarchia, relacje między obydwoma krajami były bardzo złe. Irak przyjął w polityce zagranicznej opcję zdecydowanie prozachodnią, podczas gdy Syria zacieśniała kontakty ze Związkiem Radzieckim.
W 1958 Syria zawarła z Egiptem unię, tworząc Zjednoczoną Republikę Arabską. Rewolucyjny Irak nie przystąpił do niej, chociaż opowiadała się za tym część organizatorów obalenia monarchii. ZRA upadła ostatecznie w 1961. Do projektów unifikacji Syrii i Iraku (miał ponownie dołączyć do nich także Egipt) powrócono w 1963, gdy w obydwu krajach władzę przejęły lokalne oddziały partii Baas – odpowiednio w lutym w Iraku i marcu w Syrii. Rozmowy zjednoczeniowe ujawniły jednak poważne różnice między trzema uczestniczącymi państwami i zakończyły się fiaskiem. W listopadzie 1963 między oddziałami partii Baas w Syrii i Iraku doszło do otwartego konfliktu. Chaos w irackiej partii sprawił, że w tym samym miesiącu straciła ona władzę w Iraku na rzecz wojskowych skupionych wokół Abd as-Salama Arifa. Chwilowa poprawa stosunków syryjsko-irackich nastąpiła po 1968, gdy iraccy baasiści z powodzeniem przeprowadzili kolejny zamach stanu. Kierownictwo syryjskiej partii Baas nie ufało im jednak, tym bardziej, że azyl polityczny w Iraku otrzymał jeden z twórców baasizmu, Michel Aflak, usunięty dwa lata wcześniej z kierownictwa partyjnego w Syrii. W 1969 Syria i Irak zawarły porozumienie wojskowe, które okazało się jednak krótkotrwałe.
Zasadniczej zmiany w stosunkach obu państw nie przyniósł kolejny zamach stanu w Syrii, po którym pełnię władzy w tym kraju objął dotychczasowy minister obrony, baasista Hafiz al-Asad. Syria i Egipt nie konsultowały z Irakiem swoich planów nowej wojny z Izraelem. Syria i Irak wsparły również różne strony konfliktu podczas wojny domowej w Libanie. Do chwilowej poprawy relacji doszło, gdy prezydent Egiptu Anwar as-Sadat zreorientował kierunek polityki zagranicznej swojego państwa i podjął rozmowy pokojowe z Izraelem. Syryjsko-iracki projekt integracji obu krajów upadł jednak w atmosferze wzajemnych oskarżeń. Gdy władzę w Iraku przejął Saddam Husajn, wielokrotnie oskarżał syryjską partię Baas o spiskowanie przeciwko jej irackiemu odpowiednikowi. W wojnie iracko-irańskiej Syria poparła Iran, następnie potępiła agresję Iraku przeciwko Kuwejtowi i poparła międzynarodową koalicję antyiracką podczas wojny w Zatoce Perskiej.
Do poprawy stosunków syryjsko-irackich doszło w końcu lat 90. XX w. Oba państwa nawiązały wymianę handlową, która trwała aż do inwazji Stanów Zjednoczonych na Irak. Większość broni zakupionej nielegalnie przez obłożony sankcjami Irak pochodziła z Syrii. Obawiając się, że autorytarny rząd w Damaszku mógłby być kolejnym celem amerykańskiego ataku, Syria z jednej strony włączyła się do poszukiwań zbiegłych działaczy rządu Saddama Husajna, z drugiej jednak przyzwalała na przekraczanie iracko-syryjskiej granicy przez bojowników udających się do Iraku, by walczyć z Amerykanami. W listopadzie 2006 Syria i Irak wznowiły stosunki dyplomatyczne, gdyż rząd Baszszara al-Asada uznał, że w interesie Damaszku jest utrzymanie się państwa irackiego i jego stabilność. Relacje między krajami były przez kilka lat bardzo dobre, następnie jednak pogorszyły się ponownie. Irak zarzucał Syrii działanie na niekorzyść nowego rządu powstałego po upadku Saddama Husajna; w Syrii schronienie znalazło wielu dawnych działaczy irackiej partii Baas. Po wybuchu protestów przeciwko syryjskiemu autorytaryzmowi w 2012 Irak oficjalnie wzywał Baszszara al-Asada do ustąpienia lub przynajmniej do podjęcia dialogu z opozycją, faktycznie jednak wspierał jego rządy, obawiając się, że zwycięstwo opozycji wzmocni sunnickich fundamentalistów i zagrozi dominacji szyitów w irackiej polityce po 2003.
W 2014 na części terytoriów zarówno Syrii, jak i Iraku powstało Państwo Islamskie – samozwańczy kalifat proklamowany przez fundamentalistyczną organizację Państwo Islamskie w Iraku i Lewancie.

## Historia

### 1946–1958

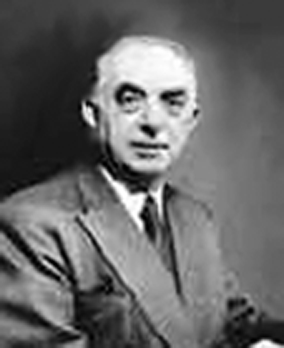
Nuri as-Sa’id, premier Iraku, autor koncepcji utworzenia jednolitego państwa na terenie Iraku, Syrii, Jordanii, Palestyny i Libanu, a następnie nigdy niezrealizowanego projektu unii iracko-syryjskiej

Syria uzyskała niepodległość w 1946. Od początku relacje między tym krajem a istniejącym od 1932 niepodległym Irakiem były trudne. Przyczyną tego stanu rzeczy były ambicje małoletniego króla Iraku Fajsala II oraz jego bliskiego współpracownika, wielokrotnego premiera Iraku Nuriego as-Sa’ida, do utworzenia jednego arabskiego państwa obejmującego terytorium Iraku, Syrii, Jordanii, Libanu i Palestyny (tzw. koncepcja Żyznego Półksiężyca). Państwo to miałoby być monarchią rządzoną przez Haszymitów irackich. Politycy syryjscy zamierzali natomiast zachować zarówno suwerenność kraju, jak i republikańską formę rządów. Do koncepcji Żyznego Półksiężyca negatywnie odnosił się również król Jordanii Abd Allah, który lansował koncepcję Wielkiej Syrii zjednoczonej pod jego berłem. Mimo tych różnic obydwa kraje wspólnie walczyły przeciwko Izraelowi w I wojnie izraelsko-arabskiej.
Klęska wojsk syryjskich stała się przyczyną wystąpienia wojska przeciwko cywilnemu rządowi. 30 marca 1949 władzę w kraju drogą zamachu stanu przejął płk Husni az-Za’im. Część działaczy z jego otoczenia była skłonna poprzeć projekt unii z Irakiem. Nuri as-Sa’id nie chciał jednak rozmawiać o unii z rządami wojskowymi, przewidując, że okażą się nietrwałe. Zwolennikiem tego projektu pozostawał jednak regent Iraku Abd al-Ilah, który uważał go za korzystny dla własnych ambicji. Chociaż rządy az-Za’ima zostały obalone w sierpniu 1949, regent podjął nowe rozmowy z organizatorem kolejnego przewrotu, gen. Samim al-Hinnawim, zachęcony faktem, że jedną z popierających go sił politycznych była proiracka Partia Ludowa. Zwolennikami zjednoczenia z Irakiem byli również wpływowi kupcy z Aleppo oraz część zamożnych właścicieli ziemskich. Wychodzili oni z założenia, że w probrytyjskiej monarchii, jaką utworzyły zjednoczone Irak i Syria, bez problemu zachowaliby uprzywilejowaną pozycję społeczną. Na tle planów unijnych doszło do konfliktu między regentem a premierem. Gdy Nuri as-Sa’id znalazł się również w sporze z niektórymi ministrami, odszedł ze stanowiska; zastąpił go Ali Dżaudat al-Ajjubi. Negocjacje irackie-syryjskie zakończyły się fiaskiem niezależnie od tego, ponieważ w grudniu 1949 kolejnego zamachu stanu w Syrii dokonał gen. Adib asz-Sziszakli. Był on zdecydowanym przeciwnikiem unifikacji Iraku i Syrii. Asz-Sziszakli uważał Irak za jedno z potencjalnych zagrożeń dla suwerenności Syrii, obok Turcji i Jordanii, ponadto w jego ocenie wrogiem kraju był Izrael. Mimo tych okoliczności faktycznie uniemożliwiających zawarcie unii, kwestia ta stała się jednym z powodów upadku rządu al-Ajjubiego, po tym, gdy jego minister spraw zagranicznych Muzahim al-Badżahdżi otwarcie zadeklarował, że Irak co najmniej przez pięć lat nie będzie dążył do unifikacji z Syrią. Gest ten miał naprawić stosunki egipsko-irackie, odebrany został jednak jako służalczy wyraz podporządkowania interesów Bagdadu Kairowi.
W lutym 1954 dyktatura asz-Sziszaklego w Syrii została obalona. Protesty przeciwko niemu organizowały różne partie polityczne, posłuszeństwo wypowiedziało mu ponadto wojsko. Irak w tajemnicy wspierał protesty W 1956 rząd iracki, wspierany przez wywiad amerykański i brytyjski, finansował próbę zamachu stanu w Syrii. Miał on być przeprowadzony przez grupę emigracyjnych polityków i prozachodnio nastawionych wojskowych. Spisek został jednak wykryty. Do zdecydowanego pogorszenia bilateralnych stosunków doszło już rok wcześniej, gdy Irak zawarł z Turcją antykomunistyczne porozumienie, które stało się początkiem tworzenia Paktu Bagdadzkiego. W tym samym czasie Syria zacieśniała kontakty z Egiptem rządzonym przez Gamala Abdel Nasera, a w konsekwencji – relacje ze ZSRR. W 1956 Syria i Egipt zawarły pakt o wzajemnej obronie. W tym samym roku wywiady amerykański i brytyjski ponownie rozważały podjęcie działań sabotażowych i sprowokowanie incydentów granicznych w Syrii, by Jordania, Turcja lub Irak zyskały pretekst do interwencji zbrojnej w tym kraju. Jeden z planów zakładał zamordowanie trzech działaczy uważanych za czołowych przedstawicieli orientacji proradzieckiej: gen. Afifa al-Bizriego, płk Abd al-Hamida as-Sarradża i przywódcy Komunistycznej Partii Syrii Chalida Bakdasza, nigdy jednak nie został zrealizowany. Irak, podobnie jak Turcja, przemieszczał również swoje wojska w okolice syryjskiej granicy. Kolejne rządy irackie nie zaprzestały potajemnie ingerować w politykę syryjską do 1958.
Zagrożenie ze strony sąsiadów, obok kwestii wewnętrznych (popularność idei panarabskich, rywalizacja głoszącej je partii Baas z Komunistyczną Partią Syrii), stało się przyczyną, dla której syryjskie elity polityczne zaczęły się skłaniać ku projektowi unii z Egiptem. 1 lutego 1958, po krótkich negocjacjach, oba kraje utworzyły Zjednoczoną Republikę Arabską. Reakcją irackiej monarchii na utworzenie ZRA i tym samym wzmocnienie socjalizmu arabskiego było sfinalizowanie rozmów z Jordanią w sprawie zawarcia, jako przeciwwagi, unii dwóch haszymickich monarchii. Upadła ona jednak już po kilku miesiącach, gdy iraccy Wolni Oficerowie pod dowództwem Abd al-Karima Kasima i Abd as-Salama Arifa przeprowadzili w Bagdadzie zamach stanu.

### 1958–1963

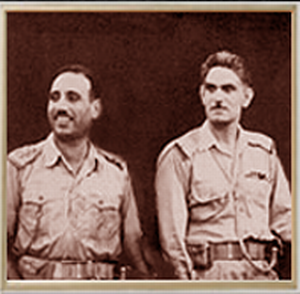
Przywódcy irackiej rewolucji r. 1958 Abd as-Salam Arif i Abd al-Karim Kasim różnili się w poglądach na politykę zagraniczną i stosunki z Syrią. Pierwszy uważał, że Irak powinien przyłączyć się do Zjednoczonej Republiki Arabskiej, drugi był temu przeciwny. Gdy Arif został w 1963 prezydentem Iraku, również zrezygnował z pierwotnych projektów unijnych

Sprawa stosunków Iraku ze ZRA stała się przyczyną sporów w porewolucyjnym rządzie irackim. Abd as-Salam Arif był zafascynowany postacią Abdel Nasera i był skłonny wprowadzić Irak do ZRA, co miało zagwarantować rewolucyjnemu rządowi przetrwanie, a jemu samemu – większą popularność. Bezpośrednio po obaleniu monarchii Arif odwiedził Damaszek, zaś jeden z liderów syryjskiej partii Baas Michel Aflak przybył do Bagdadu, by zachęcać iracki rząd do integracji ze ZRA. Innego zdania był Abd al-Karim Kasim. Uważał on, że ewentualną integrację Iraku z innymi państwami arabskimi powinna poprzedzić gruntowna reforma wewnętrzna. W końcu r. 1958 to stanowisko przeważyło. Kasim doprowadził do uwięzienia Arifa, a następnie usunął z administracji państwowej szereg osób, które podejrzewał o panarabskie sympatie, w tym członków irackiego oddziału partii Baas.
Zjednoczona Republika Arabska przetrwała do 1961. W tym roku Abd al-Karim an-Nahlawi przeprowadził zamach stanu, po którym Syria ponownie stała się niezależnym państwem. Dla większości Syryjczyków unia okazała się wielkim rozczarowaniem. Dwa lata później upadł również dotychczasowy rząd Iraku. Abd al-Karim Kasim został obalony, a następnie rozstrzelany podczas zamachu stanu zorganizowanego przez iracką partię Baas w porozumieniu z Abd as-Salamem Arifem.

### Pierwszy okres rządów partii Baas w Iraku i syryjsko-iracko-egipskie rozmowy zjednoczeniowe

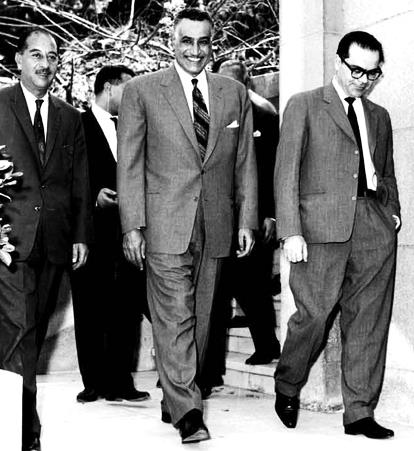
Kwiecień 1963. Prezydenci Syrii Lu’ajj al-Atasi i Egiptu Gamal Abdel Naser oraz iracki premier Ahmad Hasan al-Bakr (od prawej) udają się na rozmowy w sprawie utworzenia zjednoczonego państwa arabskiego łączącego ich kraje

Miesiąc po zamachu stanu w Iraku przewrót wojskowy w Syrii zorganizowali oficerowie związani z tamtejszym oddziałem partii Baas, zrzeszeni w tajnym Komitecie Wojskowym (Salah Dżadid, Muhammad Umran, Hafiz al-Asad, Abd al-Karim al-Dżundi, Ahmad al-Mir). Zjednoczenie obu krajów rządzonych przez panarabską partię, jak również dołączenie do takiej unii Egiptu, wydawało się krokiem nieuniknionym; w kwietniu 1963 utworzony został syryjsko-iracko-egipski komitet, którego celem było utworzenie nowej Zjednoczonej Republiki Arabskiej łączącej trzy państwa. 17 kwietnia 1963 oficjalnie ją proklamowano, jednak faktycznie państwo to nigdy nie powstało. Przyczyny fiaska negocjacji po stronie wszystkich ich uczestników. Gamal Abdel Naser stał na stanowisku, że najpierw powinna być restytuowana unia egipsko-syryjska, na dawnych warunkach, a następnie może być do niej przyjęty Irak. Natomiast zarówno w syryjskiej, jak i w irackiej gałęzi partii Baas coraz silniejsi byli przeciwnicy unii. Rosły w siłę radykalnie lewicowe frakcje obydwu partii, które uważały, że przed unifikacją należy przeprowadzić w każdym z krajów socjalistyczne reformy. Stanowisko Michela Aflaka, według którego utworzenie ZRA powinno nastąpić w pierwszej kolejności, stawało się coraz mniej popularne. W irackiej partii Baas doszło do gwałtownego konfliktu wewnętrznego. Doszło do demonstracji i walk ulicznych między zwolennikami i przeciwnikami unii z Egiptem (zjednoczenie z Syrią nie budziło takich kontrowersji). Antyunijne demonstracje miały miejsce także w Syrii. Rozmowy trójstronne załamały się ostatecznie w lipcu 1963. Strona egipska opublikowała następnie informacje o ich przebiegu, ujawniając niekonsekwentne stanowisko delegatów syryjskich i irackich. Niechętny baasistom Abdel Naser zamierzał w ten sposób dowieść, że obie partie traktowały panarabizm instrumentalnie.

#### Listopad 1963–1970
W listopadzie 1963 na kongresie regionalnym irackiej partii Baas bardziej zachowawcza frakcja Hazima Dżawada, wsparta przez oficerów-baasistów, odsunęła od kierownictwa skrzydło radykalne kierowane przez Alego Saliha as-Sadiego. Aby uniknąć rozpadu organizacji, wojskowi działacze irackiej partii Baas Ahmad Hasan al-Bakr oraz Salih Mahdi Ammasz poprosili o mediację przedstawicieli Przywództwa Narodowego partii Baas. Przybycie tychże działaczy z Michelem Aflakiem na czele do Bagdadu nie zostało dobrze przyjęte, tym bardziej, gdy zasugerowali oni, że teraz samodzielnie będą decydować o kursie politycznym rządzącej w Iraku partii Baas. Na ulicach Bagdadu nadal demonstrowała wierna as-Sadiemu paramilitarna Gwardia Narodowa, którą stworzył on przed zamachem stanu w lutym 1963. Demonstracje te nie ustały także po tym, gdy Aflak orzekł, że rację w irackim sporze mieli umiarkowani i popierający ich wojskowi skupieni wokół Arifa. Na chwilę kontrolę nad partią odzyskali radykałowie, którzy ogłosili wycofanie poprzednich decyzji personalnych. Ten ostatni, w obliczu narastającego chaosu, postanowił przejąć całą władzę w Iraku dla siebie. Plan ten poparli rozczarowani wojskowi zwolennicy partii Baas na czele z wodzem naczelnym armii irackiej gen. Tahirem Jahją oraz dowódcą sił powietrznych Hardanem at-Tikriti. Zamach stanu przeprowadzony przez Arifa miał miejsce 18 listopada 1963 i zakończył się całkowitym powodzeniem. Arif jako prezydent Iraku kontynuował rozmowy o zjednoczeniu z Egiptem, ale nie z Syrią; ponadto zarówno on sam, jak i prezydent Egiptu Gamal Abdel Naser nie zamierzali szybko unifikować swoich krajów, mając na uwadze wcześniejsze złe doświadczenie unii egipsko-syryjskiej. Prezydent Iraku zweryfikował pod tym względem swoje poglądy, dawniej entuzjastyczne wobec unii. Mimo to pod rządami Arifa (do jego śmierci w wypadku w 1964) relacje egipsko-irackie były znacznie bliższe niż iracko-syryjskie. Te ostatnie pogorszyły się jeszcze bardziej w lutym 1966. W wymienionym miesiącu radykalna frakcja syryjskiej partii Baas z Salahem Dżadidem na czele przeprowadziła zamach stanu, odsuwając od władzy umiarkowanych, w tym założycieli partii – Aflaka i Salah ad-Dina al-Bitara.
Mimo to w czerwcu 1967 zarówno Syria, jak i Irak walczyły przeciwko Izraelowi w wojnie sześciodniowej. Zakończyła się ona klęską Arabów. Po wojnie Syria nadal stała na stanowisku, że problem izraelsko-palestyński może zostać rozwiązany jedynie militarnie, natomiast Irak początkowo dopuszczał rozwiązanie polityczne. Prezydent Iraku Abd ar-Rahman Arif wezwał natomiast Syrię do współpracy przeciwko Izraelowi. Apel ten został pozytywnie przyjęty. Do zacieśnienia współpracy wojskowej doszło jednak dopiero po kolejnym przewrocie w Iraku. Zamach stanu w lipcu 1968 ponownie pozwolił na przejęcie władzy przez iracką partię Baas. W marcu 1969 oba kraje zawarły porozumienie wojskowe. 6 tys. irackich żołnierzy zostało skierowanych do syryjskiej Dary, w Syrii powstały także dwie irackie bazy lotnicze.
Współpraca dwóch krajów nie rozwijała się jednak bez problemów. Kierownictwo syryjskiej partii Baas z Dżadidem na czele nie ufało liderom partii irackiej (al-Bakrowi, Ammasz, Hardan at-Tikriti, Saddam Husajn). Według Syryjczyków działacze ci nie sprawdzili się w rządzeniu państwem w 1963. Wrogość między obydwoma państwami rządzonymi przez oddziały tej samej organizacji jeszcze się pogłębiła, gdy Irak stał się celem emigracji syryjskich basistów odsuniętych od władzy w 1966. W partii Baas doszło do otwartego rozłamu na niezależnie działające formacje syryjską i iracką. Kolejną kością niezgody stało się utworzenie przez partię iracką palestyńskiej formacji zbrojnej o nazwie Arabski Front Wyzwolenia i szkolenie jej oddziałów w bazach w Syrii. Syryjczycy (wspierający własną palestyńską formację, As-Sa’ikę) zmusili je do rozbrojenia i wyjazdu do Iraku. Oba państwa zajęły natomiast podobne stanowisko wobec konfliktu Organizacji Wyzwolenia Palestyny i innych organizacji palestyńskich z królem Jordanii Husajnem (Czarny Wrzesień w Jordanii). Syria interweniowała zbrojnie w obronie Palestyńczyków, jednak wskutek wewnętrznych konfliktów w elicie władzy zakończyła się ona klęską. Irak również skierował do Jordanii wojska z baz syryjskich, także bez skutku.

### 1970–1988
W listopadzie 1970 władzę w Syrii przejął, drogą zamachu stanu, Hafiz al-Asad. Wdrożył on pewne zmiany w polityce wewnętrznej kraju (tzw. Ruch Korygujący), zmodyfikował także politykę zagraniczną Syrii. Jego celem stało się zacieśnienie kontaktów Syrii z innymi państwami arabskimi, przede wszystkim poprawa stosunków z Egiptem. 27 listopada 1970 Syria podpisała Kartę Trypolitańską, która zakładała powstanie konfederacji Egiptu, Sudanu i Libii. W roku następnym Egipt i Syria utworzyły wspólne dowództwo wojskowe, co oznaczało utrzymywanie chłodnych relacji z Irakiem, tym bardziej, że Hafiz al-Asad nie zgodził się ponownie przekazać wojskom irackim baz na terytorium Syrii. Syria i Egipt odrzuciły również przedstawiony przez Irak projekt utworzenia Unii Republik Arabskich, złożonej z trzech krajów. Nadal utrzymywała się również wrogość między dwiema partiami Baas. Sunnici, stanowiący większość w kierownictwie irackiej partii Baas, nieprzychylnie postrzegali fakt, że w otoczeniu Hafiza al-Asada dominowali jego współwyznawcy – alawici.

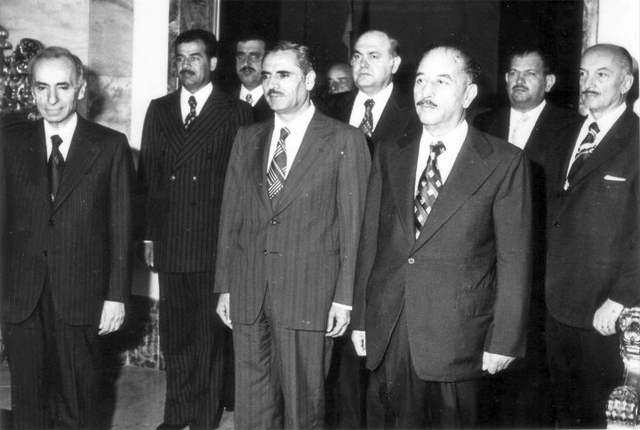
Przywództwo Narodowe irackiej partii Baas około połowy lat 70. XX wieku. Pierwszy z lewej stoi Michel Aflak, którego działalność w partii była przez prezydenta Syrii Hafiza al-Asada uważana za jedną z podstawowych przeszkód w stosunkach syryjsko-irackich. Dalej Saddam Husajn, Szibli al-Ajsami i Ahmad Hasan al-Bakr, prezydent Iraku i inicjator zbliżenia Syrii i Iraku w 1978

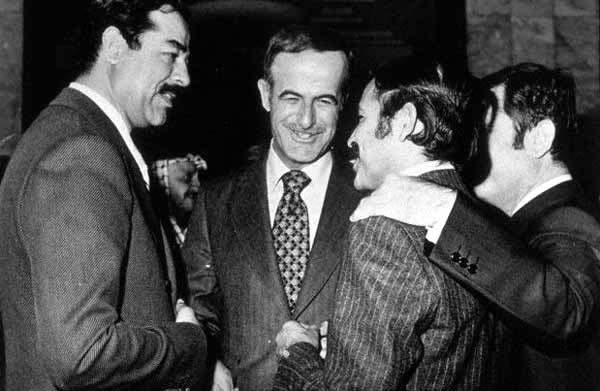
Szczyt Ligi Arabskiej w Bagdadzie w 1978. Od lewej wiceprezydent Iraku Saddam Husajn, prezydent Syrii Hafiz al-Asad, minister spraw zagranicznych Algierii Abd al-Aziz Buteflika, wiceprezydent Syrii Abd al-Halim Chaddam

Stosunków między obydwoma państwami nie poprawiła wojna Jom Kipur, chociaż ponownie Syria i Irak walczyły w niej po tej samej stronie. Rząd Iraku zarzucał Hafizowi al-Asadowi oraz prezydentowi Egiptu Anwarowi as-Sadatowi, że nie skonsultowali z nim swoich planów wojennych. Mimo to na front syryjski skierowana została dywizja wojsk irackich. Syria nie poinformowała Iraku także o planowanym zawieszeniu broni. W rezultacie Irak nie zaakceptował rezolucji ONZ nr 338, wzywającej strony konfliktu do zawieszenia broni. W latach 1974–1975 Irak oskarżał Syrię o inspirowanie buntów kurdyjskich na swoim terytorium. Zarzucał również Syrii działanie na szkodę irackiego rolnictwa po tym, gdy budowa tamy na Eufracie doprowadziła do obniżenia poziomu wody w rzece na jej irackim odcinku.
Podczas wojny domowej w Libanie Syria i Irak znalazły się po dwóch stronach konfliktu. Syria nie zamierzała dopuścić do zdominowania libańskiej polityki przez organizacje palestyńskie, działające w Libanie od 1970, gdy musiały opuścić Jordanię, toteż interweniowała w konflikcie libańskim po stronie maronitów. Irak opowiedział się natomiast po stronie Palestyńczyków i starał się wykreować na jedynego prawdziwego obrońcę praw Palestyńczyków do niepodległego państwa.
W 1978, w odpowiedzi na poprawę stosunków Egiptu i Izraela, Irak wystosował pod adresem Syrii propozycję bliższej współpracy. W październiku tego roku Ahmad Hasan al-Bakr i Hafiz al-Asad podpisali Narodową Kartę Wspólnego Działania Syrii i Iraku, zapowiadając bliską współpracę obu państw w dziedzinie kultury, gospodarki, informacji, a także współpracę polityczną. Utworzono Wspólną Wysoką Organizację Polityczną, do której wejść mieli przedstawiciele rządów obydwu krajów. Syria i Irak miały również stanąć na czele szerokiego frontu państw arabskich sprzeciwiających się zbliżeniu egipsko-izraelskiemu. Unifikacja obydwu krajów po raz kolejny okazała się jednak niemożliwa. Prezydent Syrii Hafiz al-Asad oczekiwał, że najwyższym organem zarządzającym jednym państwem będzie dwuosobowa rada złożona z Syryjczyka i Irakijczyka, podczas gdy Ahmad Hasan al-Bakr i Saddam Husajn stali na stanowisku, że Irak, z uwagi na swój potencjał ludnościowy i naturalny, powinien być reprezentowany przez dwie osoby. Syria odrzuciła również propozycję ministra spraw zagranicznych Iraku Tarika Aziza, by we Wspólnej Wysokiej Organizacji Politycznej zasiadało czterech polityków irackich i trzech syryjskich. Syria żądała, by przychody ze sprzedaży ropy naftowej, znajdującej się głównie na terytorium Iraku, znajdowały się w dyspozycji budżetu federalnego, podczas gdy Irak domagał się zachowania ich w budżecie krajowym. Wreszcie przeszkodą okazała się niechęć kierownictwa syryjskiej partii Baas do połączenia się z partią iracką. Hafiz al-Asad stał na stanowisku, że jest to niemożliwe, dopóki członkami partii irackiej są byli przywódcy partii w Syrii. Ponadto Saddam Husajn oskarżył władze Syrii o spisek przeciwko przywódcom irackim. W 1979 Saddam Husajn objął dyktatorskie rządy w Iraku, a w kolejnych latach wielokrotnie oskarżał Syrię o organizację spisków przeciwko sobie. Oskarżenia o spiskowanie z rządem Syrii formułował pod adresem przeciwników politycznych, których zamierzał wyeliminować z elity władzy lub uwięzić. W 1979, z inicjatywy Saddama Husajna, specjalny trybunał pod przewodnictwem Na’ima Haddada skazał na śmierć 22 rzekomych prosyryjskich spiskowców. O kierowanie spiskiem oskarżeni zostali członkowie Rady Dowództwa Rewolucji: Adnan al-Hamdani, Muhammad Ajisz, Ghanim Abd al-Dżalil, Muhji Abd al-Husajn Maszhadi i Muhammad Mahdżub.
Do 1980 stosunki iracko-syryjskie ponownie pogorszyły się do tego stopnia, że w wojnie iracko-irańskiej Syria poparła, inaczej niż większość krajów arabskich, Iran. Wobec faktu, że Egipt podpisał w 1979 porozumienie z Camp David z Izraelem, właśnie Iran stał się z czasem głównym partnerem i sojusznikiem Syrii. W rewanżu za poparcie w wojnie z Irakiem Iran poparł działania syryjskie w Libanie i rozpoczął dostarczanie ropy naftowej do Syrii po obniżonej cenie (Irak od 1980 nie sprzedawał Syrii ropy naftowej). Oprócz wieloletniej rywalizacji Syrii i Iraku o dominację w regionie przyczyną zaangażowania Syrii po stronie irańskiej był fakt, że Hafiz al-Asad uznał atak Saddama Husajna na Iran za odwracanie uwagi od kluczowego problemu – walki państw arabskich z Izraelem. Al-Asad wiedział również, że w razie zwycięstwa dyktator iracki tym bardziej będzie chciał, by jego kraj zdominował nie tylko Syrię, ale i kraje arabskie dysponujące złożami ropy naftowej.

### 1988–2003
Stosunki syryjsko-irackie nie poprawiły się po zakończeniu wojny iracko-irańskiej. Syria, podobnie jak większość krajów arabskich, potępiła agresję Iraku na Kuwejt. Hafiz al-Asad podjął taką decyzję, gdyż zdawał sobie sprawę ze słabnięcia ZSRR i zamierzał w ten sposób przekonać do siebie Stany Zjednoczone, widząc, że rola tego mocarstwa na Bliskim Wschodzie będzie wzrastała. Ponadto Syria nie chciała, by Irak z powodzeniem zajął Kuwejt, a następnie zdominował Arabię Saudyjską, co pozwoliłoby mu na kontrolę złóż ropy naftowej w Zatoce Perskiej. W konsekwencji przywództwo Iraku w świecie arabskim stałoby się bardzo prawdopodobne. Syria naprawiła również relacje z zamożnymi konserwatywnymi monarchiami Zatoki Perskiej. Przez dalszą część dziesięciolecia mogła realizować swoją politykę zagraniczną bez przeszkód ze strony USA. Hafiz al-Asad uznał, że wymienione korzyści są poważniejsze, niż ryzyko utraty wiarygodności rządu Syrii jako wyraziciela idei panarabskiej. Nie zwracał również uwagi na syryjską opinię publiczną, która w sprawie Kuwejtu zdecydowanie sympatyzowała z Irakiem. Syria przyjmowała na swoim terytorium irackich dysydentów i działaczy opozycyjnych, chcąc osłabiać rząd Saddama Husajna.
Po zakończeniu wojny w Zatoce Perskiej Syria stanęła na stanowisku, że integralność terytorialna Iraku powinna być utrzymana. Zarówno rząd w Damaszku, jak i Iran oraz Turcja obawiały się konsekwencji jego ewentualnego rozpadu, w tym powstania niepodległego państwa Kurdów. Do 1997 stosunki syryjsko-irackie były raczej chłodne, nie doszło jednak do nowych poważnych konfliktów. W wymienionym roku, w odpowiedzi na zbliżenie izraelsko-tureckie, Syria i Irak zaczęły naprawiać wzajemne relacje. W pierwszej kolejności ożywiono wymianę handlową między obydwoma państwami. W 1998 otwarte zostało irackie centrum handlowe w Damaszku, obywatelom Syrii zagwarantowano prawo bezwizowego wjazdu do Iraku, utworzono trzy nowe przejścia graniczne. Zwolennikiem zacieśniania kontaktów z Irakiem był wiceprezydent Syrii Abd al-Halim Chaddam i jego otoczenie. Ich zdaniem Irak, jako że również rządziła w nim partia Baas i z uwagi na całokształt relacji międzykrajowych w regionie, był naturalnym partnerem Syrii. Celem poprawy relacji z Bagdadem miał być eksport żywności, odzieży i produktów chemicznych w zamian za ropę naftową. Przeciwnicy zacieśniania stosunków syryjsko-irackich argumentowali, że otwarta granica z Irakiem ułatwi działalność fundamentalistycznym organizacjom sunnickim, w tym nielegalnym Braciom Muzułmańskim. Twierdzili również, że do Syrii może przybyć nawet milion robotników z Iraku, co pogorszyłoby sytuację społeczną Syrii. Przeważyło jednak pierwsze stanowisko. Syria prowadziła z Irakiem wymianę handlową nawet pomimo sankcji nakładanych na ten kraj.

### Po ataku Stanów Zjednoczonych na Irak w 2003
Syria utrzymywała bliskie kontakty handlowe z Irakiem do ostatniej chwili przed rozpoczęciem ataku Stanów Zjednoczonych na tej kraj. 70% nielegalnie zakupionej przez Irak broni pochodziło z Syrii. W handel bronią z Irakiem zaangażowali byli ludzie ścisłej elity władzy Syrii – zastępca dowódcy Wywiadu Wojskowego i szwagier prezydenta Baszszara al-Asada Asif Szaukat, dowódca Gwardii Republikańskiej Zu al-Himma Szalisz oraz blisko powiązani z władzami biznesmeni Rami Machluf i Firas Talas. Przewidując interwencję USA, rząd Saddama Husajna wycofywał środki finansowe do Syrii.
Syria potępiła atak amerykański na Irak. Prezydent Baszszar al-Asad określił go jako bezprawny i wątpił, czy Stany Zjednoczone będą w stanie kontrolować zajęte terytorium. W kraju miały miejsce spontaniczne manifestacje poparcia dla Irakijczyków, do Iraku udało się wielu ochotników do walki z Amerykanami. W rezultacie w 2004 Syria została oskarżona o wspieranie antyamerykańskiego powstania i objęta przez USA sankcjami. Przewidywały one zakończenie wszelkich inwestycji USA w Syrii i zablokowanie eksportu amerykańskiego do Syrii, z wyjątkiem żywności i leków. Sankcje przyniosły jednak Damaszkowi mniejsze straty niż utrata partnera handlowego, jakim był Irak. Nakładając sankcje, Amerykanie zamierzali nie tylko ukarać Syrię za wspieranie Saddama Husajna, ale i wymusić zaakceptowanie nowej wizji Bliskiego Wschodu nakreślonej przez prezydenta George’a W. Busha. Syrię oskarżono o wspieranie terroryzmu. Stany Zjednoczone zażądały, by rząd al-Asada zaprzestał wspierania Hezbollahu, Hamasu i lewicowych partyzantek palestyńskich (które Baszszar al-Asad uważał za ważne narzędzia nacisku na Izrael). Prezydent USA wzywał również Syrię i Liban do zawarcia z Izraelem traktatu pokojowego bez stawiania żadnych warunków wstępnych. Oznaczałoby to dla Syrii definitywną utratę wzgórz Golan, zajętych przez Izrael w wojnie sześciodniowej, które Damaszek starał się odzyskać w ciągu poprzednich dziesięcioleci. W pierwszej chwili Baszszar al-Asad zignorował amerykańskie żądania. Antyamerykańscy bojownicy nadal napływali z Syrii do Iraku. Równocześnie z Iraku do Syrii docierali iraccy uchodźcy (między 500 tys. do nawet 1,4 mln). Razem z uchodźcami do Syrii docierali działacze obalonej irackiej partii Baas, którym rząd al-Asada udzielał schronienia.
Wpływ bojowników napływających z Syrii na sytuację w Iraku był marginalny, nawet bez ich udziału sytuacja w Iraku rozwijałaby się na niekorzyść Amerykanów. Z punktu widzenia Damaszku choćby minimalne przyczynienie się do klęski USA, a w konsekwencji do zarzucenia projektów inwazji na kolejne kraje bliskowschodnie, byłoby korzystne. Równocześnie Syria przyjęła, że po wycofaniu się Amerykanów z Iraku korzystniejsze będzie sąsiedztwo z Irakiem stabilnym, a nie z krajem ogarniętym wewnętrznymi konfliktami lub nawet z kilkoma państwami (w razie rozpadu Iraku). W Damaszku postanowiono nawiązać kontakty z nowym rządem Iraku i starać się o powrót do dawnej korzystnej wymiany handlowej. Również aby uniknąć otwartej konfrontacji ze Stanami Zjednoczonymi, Syria podjęła w 2003 pewne kroki na rzecz poprawy bilateralnych stosunków. Rząd Syrii zaczął brać udział w tropieniu zbiegłych irackich działaczy państwowych związanych z Saddamem Husajnem, wzmocniono ochronę granicy syryjsko-irackiej. W lutym 2005 Syria wydała władzom irackim Sabawiego Ibrahima at-Tikritiego, przyrodniego brata Saddama Husajna, oraz 29 innych poszukiwanych Irakijczyków. W 2005 Syria poparła przeprowadzone w Iraku wybory. Kroki te nie pozwoliły jednak na pozyskanie przychylności Waszyngtonu, dopiero w roku następnym stosunki obu państw nieznacznie się poprawiły. Syria wznowiła stosunki dyplomatyczne z Irakiem w listopadzie 2006. Miesiąc później oba kraje zawarły porozumienie o współpracy w sprawach bezpieczeństwa i kilka umów handlowych.
Od 2007 Syria stała na stanowisku, że korzystnym dla Damaszku będzie udział w stabilizacji Iraku, przy założeniu, że Damaszek zachowa tam maksimum wpływów. Syria przyjmowała na swoim terytorium przedstawicieli różnych irackich organizacji politycznych (szyickich, sunnickich, kurdyjskich). Stanowisko Syrii w sprawie bojowników udających się do Iraku pozostawało niejednoznaczne. W latach 2007–2008 Stany Zjednoczone na przemian chwaliły Damaszek za udział w ich powstrzymywaniu i żądały zwiększenia zaangażowania. Stosunki syryjsko-irackie natomiast sukcesywnie się poprawiały i niemal do końca pierwszej dekady XXI w. były najlepsze ze wszystkich relacji Syrii z sąsiadami. Uchodźcy z Iraku byli dobrze przyjmowani w Syrii, wznowiono handel ropą naftową.
W 2009 Irak odwołał swojego ambasadora z Syrii, oskarżając równocześnie tamtejszy rząd o organizację zamachu terrorystycznego w Bagdadzie. Kilka godzin później swojego przedstawiciela w Iraku odwołała Syria.

### Wojna domowa w Syrii

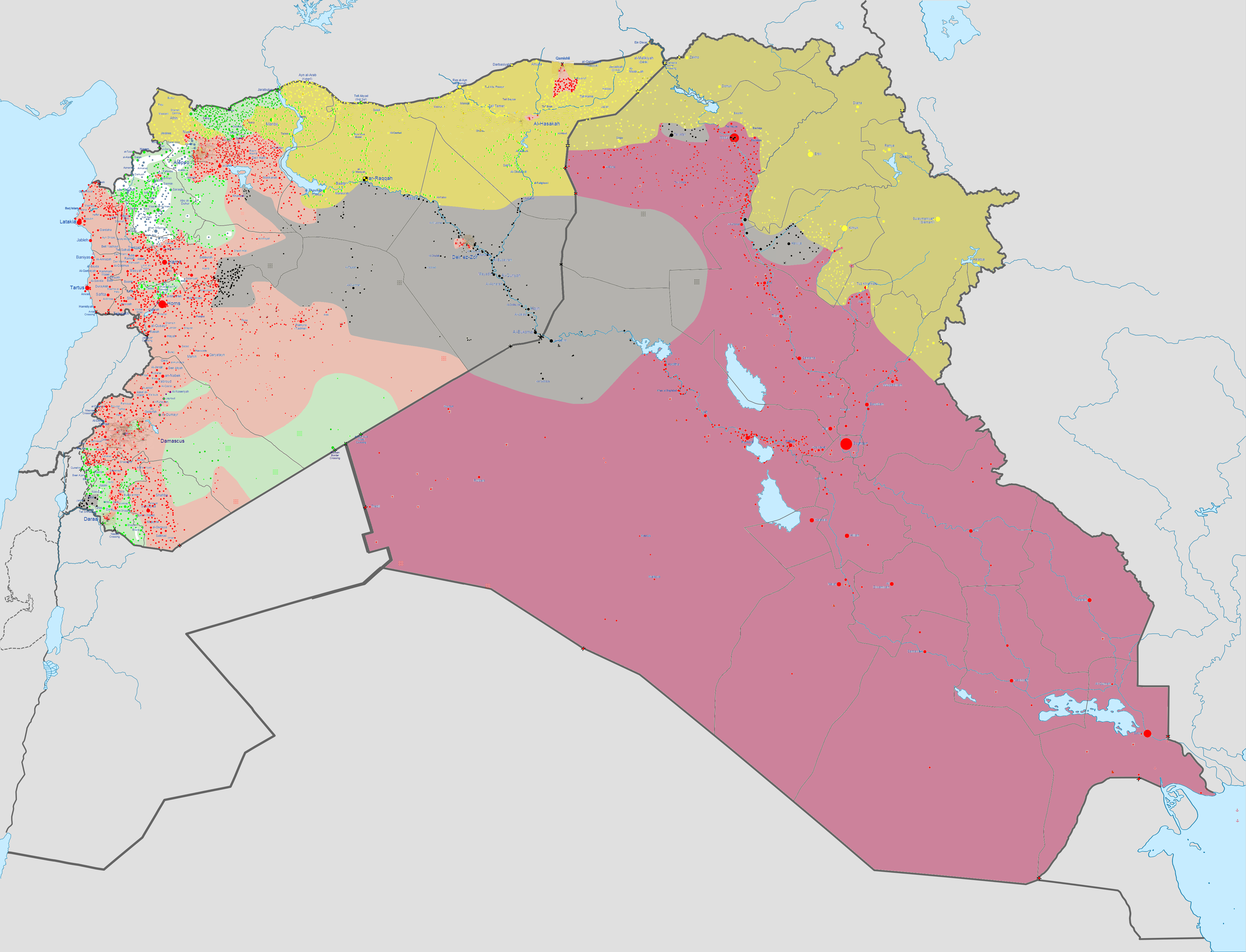
Wojna domowa w Syrii. Terytoria Syrii i Iraku zajęte przez Państwo Islamskie, 2014

Irak początkowo przeciwstawił się rezolucji Ligi Arabskiej potępiającej działania Baszszara al-Asada przeciwko demonstracjom podczas tzw. arabskiej wiosny. Uznając jednak, że rządy al-Asada były niepewne, Irak w lutym 2012 poparł rezolucję Zgromadzenia Ogólnego ONZ potępiającą tłumienie protestów i wzywającą al-Asada do ustąpienia. Ostatecznie jednak rząd Nuriego al-Malikiego przyjął, że obalenie autorytarnych rządów w Syrii byłoby niekorzystne dla Iraku, doprowadziłoby bowiem do wzrostu znaczenia sunnickiego fundamentalizmu i zagroziłoby stabilności Bagdadu; w elicie politycznej Iraku po obaleniu Saddama Husajna i debasyfikacji dominowali sunnici. Nuri al-Maliki, jako szyita, widział w alawicie al-Asadzie naturalnego sojusznika, ważnego zwłaszcza w obliczu wzrostu znaczenia fundamentalistycznych organizacji sunnickich. W ocenie rządu irackiego klęska al-Asada i zwycięstwo opozycji oznaczałoby wzrost znaczenia Al-Ka’idy także w Iraku. Nuri al-Maliki uważał, że zarówno opozycja syryjska, jak i wrogie mu sunnickie organizacje w Iraku finansowane są przez te same państwa: Arabię Saudyjską, Katar, Turcję. Publiczne gesty premiera Iraku (poparcie rezolucji ONZ, wezwania do dialogu między al-Asadem i opozycją) były mniej istotne, niż realne działania, w tym wspieranie ekonomiczne rządów al-Asada i udzielanie pomocy syryjskim żołnierzom.
Jesienią 2013 Irak i Turcja ogłosiły zacieśnienie współpracy w celu przeciwdziałania skutkom wojny w Syrii w regionie. Była to odpowiedź na połączenie się syryjskiego i irackiego oddziału Al-Ka’idy i powstanie jednej organizacji terrorystycznej o nazwie Państwo Islamskie w Iraku i Lewancie, działającej zarówno w Syrii, jak i w Iraku. 29 czerwca 2014 organizacja ta proklamowała utworzenie kalifatu o nazwie Państwo Islamskie zajmującego część terytoriów Iraku i Syrii.